# 肉欲接待プロデュース 〜穴がブッ壊れるまで使ってやる〜
『肉欲接待プロデュース 〜穴がブッ壊れるまで使ってやる〜』（にくよくせったいプロデュース あながブッこわれるまでつかってやる）は、日本のアダルトゲームブランド・黒鳥が2011年9月30日に発売した18禁アドベンチャーゲーム。

## 概要
有限会社アセンドアイのフルプライスブランド・黒鳥の第2作。複数人の主人公を選択する形式であった前作『牝辱の穴ウメ』とは異なり、主人公の理不尽な復讐劇が主題となっている。冒頭で4名のヒロインから1名を選んだ後は「強制枕営業」「牝穴開発」「性処理」のいずれかのコマンドを合計4回選択して行く。
- 強制枕営業 - クライアントを相手に枕営業をさせる。
- 牝穴開発 - 男を満足させる為の身体開発を施す。
- 性処理 - 主人公自身が性欲のはけ口として陵辱する。他の男を交えて輪姦する場合もある。

## ストーリー
津田雅人は、過去に女から裏切られた経験より相手だけでなく全ての女に対して憎悪を抱き、怠惰な日々を過ごしていた。そんなある日、昔の知人から芸能プロダクションの仕事に参加しないかと持ちかけられる。その知人が言うには「売れないアイドルを好きな時に抱いて、クライアントを相手に枕営業をさせれば儲かって性欲の処理も出来るから一石二鳥」。
女への復讐に燃える雅人はすぐにこの話へ飛び付き、偽プロデューサーとして4人の売れないアイドルに接近したのであった。

## 登場人物
津田 雅人（つだ まさと）
主人公。ある女に裏切られた過去から強烈なミソジニーを抱き、怠惰な日々を過ごしていたが昔の知人に誘われて偽プロデューサーへ転身し売れないアイドルを相手に理不尽な復讐へと没頭して行く。

### 犠牲者たち
近乃重 椛（このえ もみじ）
身長158cm。スリーサイズはB 82 / W 53 / H 80。
正統派アイドルとして売り出し中だが、裏表のある性格が災いしてファンが増えずに伸び悩んでいたので事務所に見限られ、本人の知らない内に雅人へ売り渡されてしまう。
遠野 琴音（とおの ことね）
身長153cm。スリーサイズはB 85 / W 53 / H 82。
学園のアイドルで、気位が高い旧家のお嬢様。父親が事業に失敗して破産し、借金を肩代わりする見返りとして本人の知らない内に雅人へ売り渡されてしまう。
佐和北 宇沙（さわきた うさ）
身長155cm。スリーサイズはB 78 / W 54 / H 81。
人気上昇中のアイドル声優。交際相手はいるが、職業上の理由で肉体関係は自制している。しかし、本業の合間にアルバイトで後ろの穴を使った接待をしていた情報が漏洩し、事務所が対処に困った末に雅人へ売り渡されてしまう。
藤堂 英梨（とうどう えり）
身長157cm。スリーサイズはB 80 / W 55 / H 78。
女優界のアイドル的存在。スレンダー体型で愛嬌があり、人気はそこそこだが肝心の演技力は今一つでブレイクし切れない。しかも、事務所に内緒で男と肉体関係込みで交際しており、その弱みを雅人に付け込まれてしまう。

### サブヒロイン
笹森 あき（ささもり あき）
身長162cm。スリーサイズはB 87 / W 56 / H 84。
雅人が偽プロデューサーになる前から付き合っている某テレビ局の看板キャスター。雅人は本心から自分を好きなのではなく金と体が目当てに過ぎないと気付いているが、母性本能からか「最大の理解者」を自負している。

## スタッフ
- シナリオ - 月待兎[3]
- 原画 - 鬼MAYUGE[3]